# Mimoun Mahi
Mimoun Mahi (* 13. března 1994, Haag, Nizozemsko) je nizozemský fotbalový útočník s marockými kořeny, který v současnosti působí v klubu FC Groningen. Hraje na křídle.

## Klubová kariéra
V dospělém fotbale debutoval v říjnu 2012 v dresu rotterdamské Sparty.

V srpnu 2014 přestoupil do FC Groningen. S  týmem vyhrál v sezóně 2014/15 nizozemský fotbalový pohár.

## Reprezentační kariéra
Mahi nastupoval za nizozemský reprezentační výběr do 19 let.
Zúčastnil se Mistrovství Evropy hráčů do 19 let 2013 v Litvě, kde mladí Nizozemci skončili na nepostupové třetí příčce základní skupiny A.